# Cyrtonus eumolpus
Cyrtonus eumolpus is een keversoort uit de familie bladkevers (Chrysomelidae). De wetenschappelijke naam van de soort werd in 1850 gepubliceerd door Léon Marc Herminie Fairmaire.